# 常田壬太郎

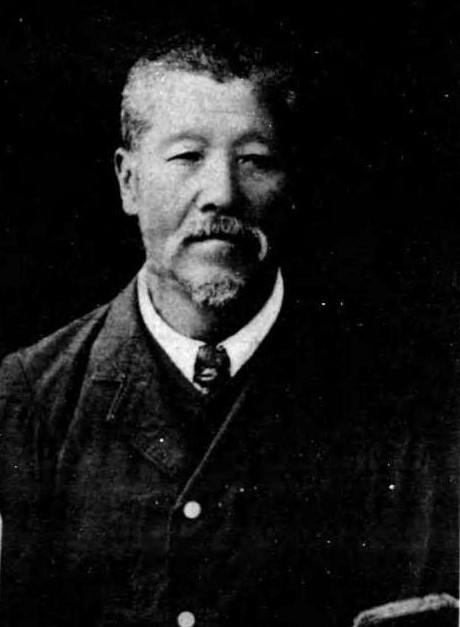
常田壬太郎、退官記念の写真（1916年撮影）

常田 壬太郎（ときだ じんたろう、嘉永5年〈1852年〉3月11日 - 昭和6年〈1931年〉1月15日）は、日本の船大工・造船技術者である。大型船・高砂丸を建造した他、呉鎮守府、舞鶴鎮守府などの建設に従事した。

## 生涯
松代清須町（現・長野県長野市松代町松代清州町）に松代藩士・常田衛門民重の長男として生まれる。幼いころから学問を好み、11歳で馬術を始める。佐久間象山に訓言を受けたこともあった。
戊辰戦争が終わり、明治元年（1868年）10月に松代藩に西洋流の兵学を学ぶ兵制士官学校が誕生すると、17歳で入学する。教官であった武田斐三郎に「日本は島国だから軍艦を建造することが必要だ」と教えを受け、船大工になる決心を固めた。
明治5年（1872年）21歳で上京し、東京芝の船大工・山田清兵衛のもとで修業し、造船の基礎を学ぶ。明治7年（1874年）23歳には横須賀造船所で見習工になった。この頃、郷里の母に頼んで大黒頭巾をつくってもらい、それを被って歩いたので「はしけ場の大黒さん」と呼ばれるようになった。また、後には赤い鳥打ち帽子を被るようになったので、「赤帽さん」と呼ばれ、それが技師時代だったので「赤帽技師」とも称されるようになった。
明治7年（1874年）に25歳で「横須賀黌舎」に入学し、5年間外国語や造船に必要な学問を学ぶ。その後、川崎造船所に派遣され、高砂丸を建造し、造船の技術が認められる。明治19年（1886年）には呉鎮守府新設に測量として従事。明治21年（1888年）に海軍造船技手見習となり、海軍省艦政部勤務となり、東京へ移住。明治23年（1890年）には正式に海軍造船技手になり、軍務局臨時建築部勤務となる。
その後、明治30年には舞鶴軍港の工事を監督し、同34年には舞鶴鎮守府の測量・造船技手を命じられる。明治39年には55歳で海軍造船技師（高等官七等）になり、最終的には65歳で正六位に昇叙した。舞鶴鎮守府では造船技師を20年間続けたことになる。
退職後、松代に帰り、昭和6年（1931年）に80歳で亡くなった。門弟からは優秀な技術者を多数輩出している。
また、その生涯は同郷の郷土史家・大平喜間多によってまとめられ、『奇人か変人か赤帽さん』『赤帽技師 : 船大工常田壬太郎の生涯』と2冊も本にされた。常田壬太郎の生家は現在も松代に残されている。